# Карл Шірен
Карл Шірен (нім. Carl Christian Gerhard Schirren; 20 листопада 1826 , Рига, — 11 грудня 1910 (Кіль, Німеччина) — прибалтійсько-німецький історик і публіцист, географ, фахівець у галузі статистики. Один із ідеологів гегемонії остзейських німців у прибалтійських губерніях.

## Біографія
Карл Шірен народився 20 листопада 1826 у Ризі у сім'ї пастора. Закінчивши Ризьку губернську гімназію, вступив до Дерптського університету, де навчався з 1844 по 1848 роки. Під час навчання серйозно цікавився географією: відвідував лекції Карла Блюма та Йоганна Генріха Медлера, який викладав в університеті математичну географію. Був членом місцевої студентської корпорації " Fraternitas Rigensis Dorpat ", яка сповідувала ідеологію німецького націоналізму. Після закінчення університету Карл Шірен повернувся до Риги, де відкрив приватну школу.
У 1856 році він захистив дисертацію на тему: « Нджанджа і гідрографічні особливості Африки». З 1857 року він викладав у Дерптському університеті як приват-доцент. З 1858 року, після здобуття ступеня доктора філософії, обійняв посаду екстраординарного професора статистики та географії. Він вперше став читати лекції з теорії статистики, курс адміністративної статистики. Шірен вже розглядав статистику, як метод та інструмент для інших наук; у своїх лекціях він широко стосувався тем, пов'язаних із демографією та етнографією. Він ввів спеціальний курс статистики сільського господарства та торгівлі в Російськіої імперії, для якого використовував монографію Людвіга Тенгоборського «Етюди про продуктивні сили Росії», в якій показував відсталість Росії в порівнянні з промисловістю Європи. Його лекції з природної географії були більш описовими.
З 1863 почав працювати штатним кореспондентом однієї з прронімецьки орієнтованих газет Ліфляндії «Dorpater Tageblatt», яка дотримувалася консервативної ідеології. На цій посаді він активно обстоював політичні та культурні інтереси німецької громади прибалтійських губерній. Його діяльність викликала регулярну критику з боку урядових кіл Російської імперії.
До хабілітації Шірен склав чотири іспити з географії. Але з 1863 він — ординарний професор на кафедрі історії. Його лекції з історії Лівонії мали досить сильний вплив на студентську аудиторію; витримані в націоналістичному ключі вони суттєво зміцнювали патріотичний дух молодих прибалтійських німців.
У 1869 році Карл Шірен видав у Лейпцигу брошуру «Livländischer Antwort» («Ліфляндська відповідь»), спрямовану проти дій чиновників російського уряду в Остзейському краї, метою якого було мінімізувати вплив прибалтійських німців і підтримати рух малоліття . Брошура носила яскраво виражений полемічний характер і була спрямована на повалення ідеологічних установок російських слов'янофілів та особисто Юрія Федоровича Самаріна. Якщо Самарін у своїх працях і виступах постійно наголошував на необхідності якнайшвидшої ліквідації автономії балтійських провінцій та їх повноцінного включення до Росії, то Карл Шірен послідовно захищав права остзейців у сфері лютеранської віри та домінуючого статусу німецької мови, а також виступав за максимально широке самоврядування та власну остзейських губерній. Він акцентував увагу на тому, що ці права колись були гарантовані прибалтійським німцям Петром I, який дарував остзейцям «Акордні пункти» в 1711 відразу після взяття Риги. Тим не менш, у своєму програмному «Відповіді» Карл Шірен також відзначив історичне значення інтенсивних контактів балтійських німців з російськими, естонцями та латишами, водночас наголошуючи на тому впливі, який культурна концепція прибалтійських німців мала на інші місцеві культури.
За публікацію брошури Шірен був зміщений з кафедри та відправлений у відставку. Після цього він залишив Латвію, яка була окупована Російською імперією та поїхав зі своєю сім'єю до Німеччини, спочатку до Дрездена, а звідти до Кіль. За підтримки ліфляндських дворян, Шірен міг безперешкодно займатися архівними дослідженнями. В 1874 Карл Шірен був призначений професором Кільського університету, де викладав аж до своєї відставки в 1907 (в 1878—1879 роках був ректором). Також Шірен був членом і президентом (1861—1864) Естляндського наукового товариства .
Помер у Кіль (місто) Кілі 11 грудня 1910 року .